# Derk Hoppenbrouwer

Wapen Hoppenbrouwer

Derk Hoppenbrouwer was commandant in de rang van kolonel (titulair) en kapitein van de stad Bredevoort, verwalter-drost en richter in de heerlijkheid Bredevoort.

## Biografie
Op 21 januari 1737 werd Derk Hoppenbrouwer aangesteld als verwalter-drost van Bredevoort. In 1746 wordt hij opgevolgd door Willem Sigismund Hecking. In 1749 overlijdt Derk Hoppenbrouwer plotseling. Benjamin Satink neemt onder Hans Willem van Camstra zijn taken over.